# سیمرغ بلورین بهترین فیلم کوتاه
سیمرغ بلورین بهترین فیلم کوتاه یکی از جوایزی است که در جشنوارهٔ فیلم فجر به کارگردانان فیلم‌های کوتاه اهدا می‌شود.

## برندگان
- ۱۴۰۲: شریف، محمد علیزاده فرد
- ۱۴۰۱: برنو، محمد ثریا
- ۱۴۰۰: ارفاق، رضا نجاتی
- ۱۳۹۹: وضعیت اورژانسی، مریم اسمی‌خانی
- ۱۳۹۸: دابُر، سعید نجاتی
- ۱۳۹۷: بچه‌خور، محمد کارت
- ۱۳۹۶: حیوان، بهرام و بهمن ارک
  - نامزدها:  مارلون (درناز حاجی‌ها)، وقت ناهار (علیرضا قاسمی) و فاش (احسان مختاری)